# PZL.43 Karaś
PZL.43 byl polský lehký bombardovací a průzkumný letoun vzniklý roku 1936 v Państwowych Zakładach Lotniczych jako exportní varianta typu PZL.23 Karaś určená pro Bulharské letectvo, které jej užívalo pod jménem Čajka (bulharsky Чайка).

## Historie
V roce 1936 vyvinul Ing. Henryk Malinowski upravenou verzi PZL.23 Karaś, vzhledem k přání Bulharska zakoupit tento typ, ale poháněný výkonnějším hvězdicovým motorem Gnôme-Rhône 14 Kfs, dodávaným z Francie. Upravený letoun dostal označení PZL.43.
Větší hmotnost motoru použitého v letounu přiměla konstruktéra ke zvětšení délky trupu ve střední části s kokpitem. Nové letadlo také dostalo upravenou kabinu posádky, více prosklenou, s průřezem oválného namísto lichoběžníkového tvaru. Letoun dostal novou třílistou kovovou na zemi stavitelnou vrtuli typu GR. Výzbroj byla zesílena instalací druhého kulometu pro pilota.
Letoun 9. dubna 1936 zakoupilo Bulharsko v počtu 12 kusů. Byly dodány do Bulharska v dubnu a květnu 1937 a mezi bulharskými piloty si získaly dobrou pověst. Posléze, 31. března 1938, bulharská vláda zakoupila dalších 42 letounů, ale mělo se jednat o provedení se silnějším motorem Gnome-Rhône 14N01. Tato varianta dostala označení PZL.43B. Stroje měly být do Bulharska dodány do začátku srpna 1939. Došlo však ke zpoždění dodávky a do konce srpna 1939 bylo do Bulharska odesláno pouze 36 letadel, přičemž posledních 6 bylo téměř připraveno k odeslání, ale vypuknutí války zabránilo jejich odeslání.
V roce 1940 Bulharsko obdrželo z nacistického Německa další exemplář tohoto letadla. Jednalo se o letoun, který Němci ukořistili ve Varšavě a poté v říjnu 1939 odvezli do Technického institutu Luftwaffe v Rechlinu a po vyzkoušení a renovaci v továrně PZL v Mielci předali Bulharsku.
Tyto letouny používaly bulharské vzdušné síly po celou druhou světovou válku, včetně nasazení do protipartyzánských operací.
V bulharském letectvu letouny PZL.43 zůstaly až do začátku roku 1945. Poslední exempláře byly vyřazeny a sešrotovány v létě 1946.

## Použití letadla v polském letectví
1. září 1939 bylo na letišti Okęcie vybaleno a sestaveno 6 letounů PZL.43, již připravených k odeslání do Bulharska. Po montáži byly některé letouny odeslány na polní letiště v Bielanech, kde je 4. září 1939 převzali piloti polské 41. průzkumné letky náležející do svazku armády „Modlin“. Tyto letouny prováděly průzkumné i bojové lety, během nichž útočily na kolony německých jednotek v oblasti působení této armády. V průběhu bojů byly všechny zničeny. Poslední, poškozený předchozím ostřelováním Messerschmittem Bf 109E, havaroval 12. září 1939 při přistávání na letišti v Brestu nad Bugem.
Dva letouny PZL.43, ještě ne zcela smontované, byly zničeny 4. září 1939 v závodě PZL.

## Specifikace (PZL.43B)
Údaje dle

### Technické údaje
- Osádka: 3
- Rozpětí: 13,95 m
- Délka: 9,95 m
- Výška: 3,3 m
- Nosná plocha: 26,80 m²
- Hmotnost prázdného stroje: 2 200 kg
- Maximální vzletová hmotnost: 3 525 kg
- Pohonná jednotka: 1 × vzduchem chlazený čtrnáctiválcový dvouhvězdicový motor Gnome-Rhône 14N-01
- Výkon pohonné jednotky: 970 hp (720 kW)[5]

### Výkony
- Maximální rychlost na úrovni mořské hladiny: 300 km/h
- Maximální rychlost ve výšce 4 000 m: 365 km/h
- Výstup do výše 4 000 m: 12 min
- Praktický dostup: 8 500 m
- Dolet: 1 400 km

### Výzbroj
- 2 × synchronizovaný kulomet kulomet PWU wz. 36 ráže 7,92 × 57 mm se zásobou 600 nábojů[6]
- 1 × pohyblivý kulomet Vickers F ráže 7,92 × 57 mm[6] se zásobou 600 nábojů v hřbetním střelišti
- 1 × pohyblivý kulomet Vickers F ráže 7,92 × 57 mm[6] se zásobou 600 nábojů v dolním střelišti
- max. 700 kg pum